# Huineng
Huineng (慧能 ou 惠能; em Japonês: Daikan Enō, 638–713) foi um monge budista zen da China, uma das figuras mais importantes em toda a tradição Zen. Ele é conhecido como o Sexto Patriarca desta escola. Seguiu uma linha de abordagem direta do budismo e da iluminação, sendo considerado o fundador da técnica de iluminação súbita ou satori.

## Biografia
A maioria dos estudiosos atuais duvida da veracidade das biografias tradicionais de Huineng. As duas fontes primárias para a vida de Huineng são o prefácio do Sutra da Plataforma (que teria sido escrito por um discípulo de Huineng chamado Fahai, narrando a biografia e os ensinamentos de Huineng, embora o texto dê mostras de ter sido escrito durante um longo tempo, apresentando várias camadas de escrita) e a Transmissão da Lâmpada. 
Huineng nasceu da família Lu, na cidade de Xinzhou (hoje, condado de Xinxing), na província de Guangdong. Sua família era pobre e seu pai morreu quando ele ainda era jovem, e ele não aprendeu a ler ou escrever. Certo dia, quando carregava lenha para o fogo doméstico, ouviu um dos convidados da casa recitar o Sutra do Diamante, e sentiu um despertar. Imediatamente, decidiu seguir o caminho de Buda. O convidado lhe deu algum dinheiro e Huineng partiu.
Depois de viajar por trinta dias a pé, chegou à montanha Huang Mei, onde morava o Quinto Patriarca, Hongren. Segundo conta o Sutra da Plataforma,
"Então fui prestar homenagem ao Patriarca, que me perguntou de onde eu vinha e o que esperava dele. Respondi: 'Sou um camponês de Hsin Chou de Kwangtung. Viajei muito para vos prestar homenagem e não peço nada senão o Budado'. 'És um natural de Kwangtung, um bárbaro? Como esperas te tornar um Buda?', disse o Patriarca. Respondi: 'Embora haja homens do norte e do sul, o norte e o sul não fazem diferença para a sua natureza de Buda'. Um bárbaro fisicamente difere de Vossa Santidade, mas não há diferença em nossa natureza de Buda' ".
Hongren imediatamente o colocou a trabalhar na cozinha, onde permaneceu por oito meses. Um dia, Hongren anunciou: "O problema dos nascimentos incessantes é momentoso. Dia após dia, em vez de tentarem vos libertar deste triste mar do Samsara, parece que só vos preocupais com méritos impuros (os que causam o renascer). Mas méritos não serão de ajuda se vossa Essência Mental for obscura. Procurem Prajna (sabedoria) em vossas próprias mentes e então escrevam um gatha (verso) a respeito. Aquele cujo verso provar que entendeu a Essência da Mente receberá o manto e a tigela (os símbolos do Patriarcado), e o farei o Sexto Patriarca. Vão depressa e não tardem em escrever o verso, uma vez que a deliberação é desnecessária e inútil. Quem percebeu a Essência da Mente pode falar a respeito sem preparo, e não a perde de vista nem mesmo no meio de uma batalha."
Contudo, os discípulos acharam que não cabia escreverem nada, pois com certeza seu instrutor, o venerável Shenxiu, se tornaria o novo Patriarca. Assim, apenas Shenxiu escreveu um gatha, pressionado pela expectativa de seus irmãos menos instruídos. Mas ele não estava seguro sobre sua compreensão da Essência da Mente, e decidiu, por fim, escrever, durante a noite, um verso anônimo na parede do mosteiro, e declarar sua autoria apenas se Hongren aprovasse o gatha:
"O Corpo é a árvore de Bodhi,
a mente é um espelho brilhante.
Com cuidado a limpamos continuamente,
sem deixar que o pó acumule".
Quando os outros discípulos viram este gatha na parede, ficaram excitados. Quando Hongren o viu, disse; "Pratiquem de acordo com este gatha e não cairão nos reinos do mal, recebendo grandes benefícios. Acendam incenso e prestem homenagem a este gatha, recitem-no e verão vossa natureza essencial". Todos os monges louvaram e memorizaram o gatha. Contudo, em privado, Hongren disse a Shenxiu: "Chegaste ao portão, mas ainda não entraste. Neste estágio de conhecimento, não tens a menor ideia do que seja a suprema mente de Bodhi, mas, ao ouvir minhas palavras, reconhecerás, de imediato, tua mente original, a natureza essencial, que é não nascida e imperecível. Vê-a claramente em todos os pensamentos, com a mente livre de obstáculos. Na Realidade Única, tudo é real, e os fenômenos são simplesmente o que são".
Então Hongren pediu que Shenxiu compusesse outro gatha que demonstrasse seu entendimento, mas ele não conseguiu formular nenhum verso. Mais tarde, ao ouvir um dos monges recitar o gatha de Shenxiu, Huineng percebeu que ele carecia de verdadeiro entendimento. Indo até um oficial do mosteiro, como não sabia escrever, pediu-lhe que escrevesse para ele um verso seu. O oficial surpreendeu-se, pois Huineng era um analfabeto, mas dizia querer compor um poema. Mas Huineng replicou: "Se buscas a suprema iluminação, não desprezes ninguém. As classes mais baixas podem ter grandes luzes, e as mais altas podem cometer atos tolos." Imediatamente, o oficial prestou homenagem a Huineng e escreveu o gatha solicitado na parede, que dizia:
"Bodhi não é uma árvore
nem a mente um espelho brilhante
Já que tudo é vazio em essência
onde pode o pó acumular?"
Então Huineng voltou para suas atividades na cozinha. Mas este gatha criou uma excitação ainda maior, todos diziam: "É inacreditável! Não se pode julgar uma pessoa por sua aparência! Talvez ele logo se torne um Bodhisattva!". O tumulto atraiu Hongren que, chegando e lendo o verso, disse: "Tampouco este percebeu a natureza essencial", e apagou-o com sua sandália.
Certa noite, Hongren recebeu Huineng em sua cela, e lhe expôs o Sutra do Diamante. Quando chegou à passagem que dizia para "usar a mente e ao mesmo tempo estar livre de qualquer apego", Huineng experimentou a iluminação, percebendo que todos os Darmas são inseparáveis da essência dos seres, e exclamou: "É maravilhoso que a natureza essencial seja originalmente pura! É maravilhoso que a natureza essencial seja não nascida e imortal! É maravilhoso que a natureza essencial seja inerentemente completa! É maravilhoso que a natureza essencial nem se mova nem seja imóvel! É maravilhoso que todos os Dharmas procedam desta natureza essencial!"
Hongren continuou: "Se alguém reconhece a mente original e a natureza original, é chamado de um grande homem, um mestre dos deuses e dos homens, e um Buda", e lhe transmitiu o manto e a tigela como sinal do Selo do Dharma da Iluminação Súbita, dizendo-lhe para deixar o mosteiro e seguir para o sul.
Durante os 15 anos seguintes, Huineng permaneceu no anonimato, não revelando a ninguém que era o Sexto Patriarca. Depois, decidiu começar a receber discípulos, e transmitiu o Darma a 43 sucessores, extinguindo-se, com ele, o título oficial de Patriarca Zen.
Dele, é o verso:
"Com aqueles que são simpatizantes
discutamos o budismo.
Com aqueles que têm outras opiniões
conversemos educadamente, fazendo-os felizes,
pois as disputas não pertencem à nossa escola,
sendo incompatíveis com nossa doutrina."

## Controvérsia
De acordo com a historiografia atual, Huineng era uma figura histórica obscura. Muitos acadêmicos questionam sua hagiografia, e especulam que sua história pode ter sido forjada em meados do século VIII por Shenhui, um sucessor de Huineng, para ganhar influência na corte imperial. Shenhui alegava que Huineng era o sucessor de Hongren, e não Shenxiu, que era considerado o sucessor oficial de Hongren.

Foi através da propaganda de Shen-hui (684-758) que Huineng (morto em 710) se tornou a proeminente até hoje figura de sexto patriarca do budismo zen/ch'an, e aceito como o fundador ou ancestral de todas as linhagens ch'an subsequentes... usando a vida de Confúcio como um modelo para sua estrutura, Shen-hui inventou uma hagiografia para a então altamente obscura figura de Huineng. Ao mesmo tempo, Shen-hui forjou uma linhagem de patriarcas zen para trás até Buda, usando ideias do budismo indiano e do culto chinês aos antepassados.
Em 745, Shenhui foi convidado a residir no templo Heze, em Luoyang. Em 753, ele caiu em desgraça e teve de deixar a capital rumo ao exílio. O mais proeminente sucessor em sua linhagem foi Guifeng Zongmi. De acordo com Zongmi, a abordagem de Shenhui foi sancionada oficialmente em 796, quando "uma comissão imperial determinou que a linha sulista do ch'an representava a transmissão ortodoxa e estabeleceu Shen-hui como o sétimo patriarca, colocando uma inscrição para esse efeito no templo Shen-lung".

## Mumificação
O corpo mumificado de Huineng foi mantido no templo Nanhua, em Shaoguan (no norte de Guangdong). O corpo de Huineng foi visto pelo jesuíta Matteo Ricci, que visitou o templo em 1589. Ricci contou, aos seus leitores europeus, a história de Huineng (em uma versão um pouco alterada), descrevendo-o como uma espécie de asceta cristão. Ricci o chama de Liùzǔ ("o sexto patriarca").